# Bring Me to Life
"Bring Me to Life" é uma canção da banda de metal alternativo estadunidense Evanescence. Foi escrita por Amy Lee, Ben Moody e David Hodges, contando com a produção de Dave Fortman. A canção também teve a participação de Paul McCoy da banda 12 Stones nos vocais; a gravadora Wind-up Records lançou "Bring Me to Life" como primeiro single do álbum de estreia, Fallen.
Segundo explicações de Lee para a revista Kerrang! Magazine, a canção teria sido escrita para seu atual marido, Josh Hartzler enquanto estavam numa cafeteria. O videoclipe foi filmado em meados de 2002 e dirigido por Philipp Stölzl, que também ficou encarregado de trabalhar nos vídeos de "Going Under" e "Everybody's Fool".
A canção teve destaque na América, Europa e Oceânia, debutando nas primeiras posições da Itália, Reino Unido e Austrália, e na quinta posição da Billboard Hot 100 dos Estados Unidos. Nas vendas e certificações, obteve uma premiação de disco de platina duplo na Austrália, platina nos EUA e discos de ouro na França, Alemanha, Grécia e Suíça. Nas posições anuais, "Bring Me to Life" figurou nas listas das paradas da Billboard ficando na 10ª na Hot 100 e na 15ª da UK Singles Chart. Também voltou nas listas de 2004, 2009 e 2011.
A banda venceu na categoria de Melhor Performance Hard Rock no 46º Grammy Awards, Onde a canção também foi indicada a Melhor Canção de Rock. O videoclipe da canção foi dirigido por Philipp Stölzl; ele mostra Lee cantando e escalando um arranha-céu durante um pesadelo em seu quarto. "Bring Me to Life" foi parte da set list da Fallen Tour e The Open Door Tour. Muitos artistas gravaram versões cover da canção, incluindo a cantora clássica Katherine Jenkins e o pianista norte-americano, John Tesh. A canção foi usada também em vários programas de TV.

## Antecedentes e desenvolvimento
De acordo com Amy Lee, a música tem vários significados, sendo o primeiro um incidente em um restaurante. Durante uma entrevista de uma parada em um passeio em Tulsa, ela contou ao The Boston Phoenix: "Fui inspirada a escrever quando alguém me disse algo, eu não o conhecia e pensei que ele poderia ser um vidente. [...] eu estava em um relacionamento no qual eu estava completamente infeliz. Mas eu estava escondendo. Eu estava sendo completamente abusada e eu estava tentando encobri-lo; eu não admitia isso para mim. Então eu tinha falado talvez 10 ou 15 palavras, Para este cara. Estávamos esperando que todos os outros se apresentassem e entramos em um restaurante e conseguimos uma mesa. E ele olhou para mim e disse: Você está feliz?, E eu senti naquele momento meu coração sendo pisado, e era como, ele saber totalmente o que eu estava pensando. E menti, disse que estava bem. De qualquer forma, ele não é realmente clarividente. Mas ele entende de psicologia." Lee disse em uma entrevista VH1: "Trata-se de acordar todas as coisas que você perdeu há tanto tempo. Um dia, alguém disse algo que fez meu coração correr por um segundo e percebi que por meses eu tinha ficado entorpecida, apenas passando pelos movimentos da vida". Durante uma entrevista com o Blender, Lee afirmou que ela escreveu "Bring Me to Life" para seu amigo de longa data, Josh Hartzler, com quem ela se casou em 2007.
"Bring Me to Life" foi lançado em 22 de abril de 2003; Foi o primeiro single do álbum de estreia da banda, Fallen, O presidente /CEO da Wind-up Records, Ed Vetri, revelou que quando a gravadora estava mandando a música para as rádios, os proprietários declararam: "Nós não tocamos músicas com pianos em rádios de rock". No entanto, quando "Bring Me to Life", Foi lançado na trilha sonora de Daredevil, ouvintes exigiram um airplay, para a música. O single inclui "Farther Away" como um lado B. O primeiro pressionamento do single australiano continha a faixa "Missing", como um lado B, mas isso foi omitido das pressões posteriores e mais tarde lançado como uma faixa bônus do primeiro álbum ao vivo da banda, Anywhere but Home. Uma versão acústica foi gravada e lançada no DVD "Bring Me to Life". Várias outras versões da faixa foram lançadas, como remixes, versões acústicas e versões alteradas. A versão ao vivo apresentada no Anywhere, e no Home DVD, contém um piano e vocal solo antes da introdução da música e apresenta John LeCompt, cantando os vocais de apoio.

## Composição e gravação

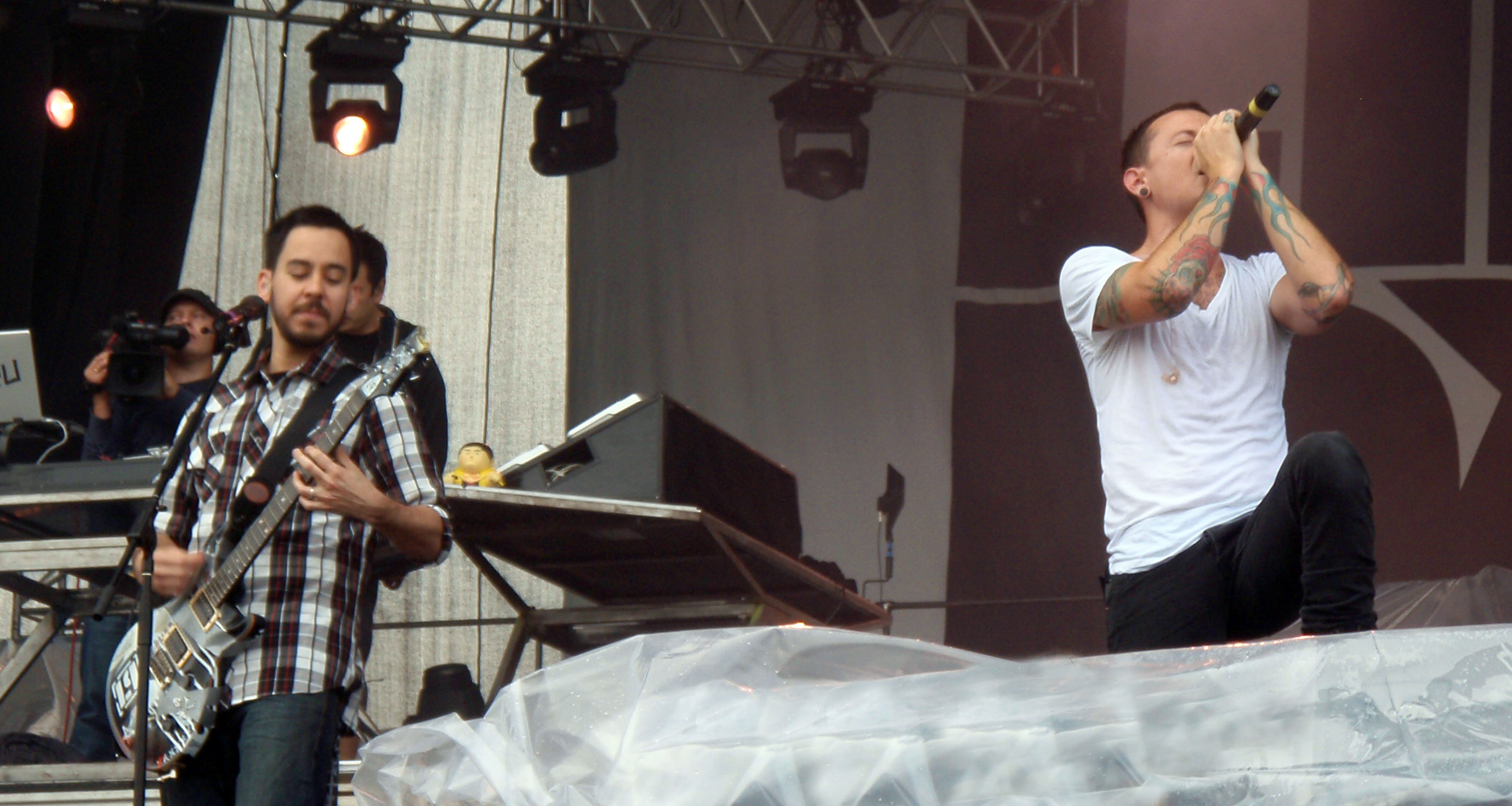
Os críticos observaram que "Bring Me to Life", teve um som semelhante às músicas da banda americana de rock Linkin Park.

"Bring Me to Life" foi escrito por Amy Lee, Ben Moody e David Hodges, para o seu primeiro álbum de estúdio da banda, Fallen. O trabalho de gravação do Fallen, começou no Ocean Studios em Burbank, Califórnia, onde a maior parte do "Bring Me to Life", foi gravada antes da gravação completa do álbum. A música foi mixada por Jay Baumgardner em seu estúdio, NRG Recording Studios em North Hollywood. Uma seção de cordas com 22 músicos, foi gravada em Seattle, por Mark Curry. "Bring Me to Life" foi mixado no Newman Scoring Stage e Bolero Studios, ambos em Los Angeles. As partes da orquestra foram organizadas por David Hodges e David Campbell. Durante uma entrevista, Lee lembrou que durante o processo de gravação da música, foi dito a ela que a música deveria conter vocais masculinos: "Foi apresentado para mim como:" Você é uma garota cantando em uma banda de rock, não há nada no mercado assim, ninguém vai te ouvir. Você precisa de um cara para entrar e cantar de volta, para que o single seja bem sucedido."
De acordo com as partituras publicadas por Alfred Music Publishing no site Musicnotes.com, "Bring Me to Life" está definido em tempo comum e executado em ritmo moderado de 95 batimentos por minuto. Está escrito na nota de Mi menor e a nota vocal de Lee para a música vai da nota Lá a Ré. Na música, a vocalista de 12 Stones, Paul McCoy, canta as letras "Me acorde / Não consigo acordar / Salve-me!"., num estilo de rap. Brian Orloff, do St. Petersburg Times, chamou a música de "... excelente hit", em que Lee cantou as letras "Chame meu nome e salve-me da escuridão", sobre guitarras pesadas". Ann Powers do Milwaukee Journal Sentinel, escreveu: ""Bring Me to Life", com seu drama lírico e guitarras crocantes, marcou o som da banda, como um nu-metal exagerado". O escritor Nick Catucci do Blender, chamou a música de um "esmagamento de metal gótico, cruzado". Kristi Turnquist do The Oregonian, chamou a música de power ballad. Joe D'Angelo da MTV, escreveu que os "riffs denteadas" de músicas como "Going Under" e "Bring Me to Life" podem sugerir que "... Nobody's Home" (2005) do segundo álbum de estúdio da cantora Avril Lavigne Under My Skin, vai soar como "uma música do Evanescence, com Avril nos vocais".
O critico Kirk Miller, da Rolling Stone, escreveu que: "... graças aos batimentos digitais da música, riffs de guitarra e de metal limpos, toques de piano dispersos e uma mistura de rap e canto muito familiar", fazia a canção semelhante ao trabalhos do Linkin Park. Nick Catucci do The Village Voice encontrou "... os toques de piano e as dificuldades intermináveis de Lee, as pausas dramáticas, as guitarras como nuvens de gafanhotos, e os vocais convidados de Paul McCoy do 12 Stones." Vik Bansal da musicOMH comparou "Going Under", com a própria música do Evanescence com "Bring Me to Life", observando sua semelhança com os trabalhos do Linkin Park. Lee disse, durante uma entrevista com a MTV News: "Basicamente, passamos pela vida a cada dia, fazendo o mesmo, passando pelos movimentos, e nada nos separa em grande parte. Então, um dia acontece algo que te desperta e te faz perceber que há mais na vida do que simplesmente adormecer, do que está paralisado. É como se [você] nunca tivesse vivido antes e ter acabado de perceber que existia todo esse mundo de emoção ou significado que [você] nunca havia sentido antes. É como dizer um dia "Uau, eu dormi todo esse tempo".

## Recepção da crítica
De acordo com o The Boston Globe, a música "... é uma mistura do soprano etéreo de Lee, toques de piano e camadas de guitarra pesada, que conjura trabalhos de Sarah McLachlan com Godsmack". Na sua revisão do segundo álbum de estúdio do Evanescence , The Open Door, Brendan Butler, do Cinema Blend, comparou o "Sweet Sacrifice" (2007) com "Bring Me to Life", chamando-os de "canção amigável para as rádios". Jason Nahrung de The Courier-Mail, chamou a música de "... um auricular". Adrien Bengrad do site PopMatters, disse que Lee e McCoy fizeram o som "Bring Me to Life" ... como uma música de amor entre uma menina Lilith Fair e um cara Ozzfest". Blair R. Fischer da MTV News, chamou de canção de "...rap rock ubíquo confeccionado". Kelefa Sanneh, do The New York Times, disse que "Bring Me to Life" "... flutua como uma borboleta, picada por uma abelha e depois bate em um tijolo". Richard Harrington do The Washington Post, chamou "Bring Me to Life" de uma música "...de metal esmagadora", que ajudou a banda a ganhar um Grammy Award. Joe D'Angelo chamou-o de "um hino implacável que começa tão assustadoramente delicado" e que "os vocais de Lee se elevam acima de toda a mixagem de lodo, para evitar que afundem na mediocridade cansada".
Ann Powers, do Milwaukee Journal Sentinel, chamou a música de "... mistura de canto voluptuoso e guitarra metálica (o último reforçado pelas declamações de rap-rock do vocalista Paul McCoy)". Bryan Reeseman da Mix, escreveu que a música era um "... grandioso e temperamental single", que apresenta um "... comercio dramático" entre Lee e McCoy. Ao analisar o segundo álbum de estúdio da Evanescence, Don Kaye, da Blabbermouth.net, elogiou as músicas de The Open Door dizendo que eles não tinham "... o falso irritante, que era um componente-chave do primeiro grande sucesso da banda, Bring Me To Life"(Aqui está a esperança de que mais bandas de rock sintam menos pressão, para incluir algum tipo de hip-hop em seus discos)." David Peschek do The Guardian, disse: "Tire os identificáveis riffs de rock pesado de Bring Me to Life, e a canção poderia ser um dos sucessos de Britney Spears ou uma dessas mini-sinfonias techno-pop portentosas, divertidas para as crianças." Nick Catucci do The Village Voice, comparou a música com as canções da banda de rock americana Creed e disse que parece "um metal gótico europeu, que queima e come o cérebro ". John Hood do Miami New Times, chamou "Bring Me to Life" de uma música "... enorme, pesada e poderosamente histriónica" enquanto elogia o "... rap de McCoy ", "Irritado" e a voz poderosa de Lee.
Bill Lamb do About.com, colocou a música no número doze em sua lista, "Top 100 Pop Songs 2003" e número sete na sua lista, "Top 10 Pop Songs - Summer 2003". E escreveu: "Que o Evanescence explodiu na cena pop, aparentemente do nada com este enorme sucesso". "Bring Me to Life" ganhou um prêmio "Grammy de Melhor Desempenho Hard Rock" no 46º Grammy Awards. A música foi nomeada na categoria de "Canção Favorita de Rock" no mesmo evento, mas perdeu para "Seven Nation Army" de The White Stripes. "Bring Me to Life" ganhou um prêmio de "Choice Music Rock" Track no Teen Choice Awards, em 2004. No MTV Video Music Awards de 2003, a banda foi nomeada na categoria de "Melhor Novo Artista" por "Bring Me to Life". A música foi nomeada no MTV Europe Music Awards de 2003, de "Melhor Canção". No 14º Billboard Music Awards, ganhou o prêmio de Soundtrack Single of the Year. A música classificou no número 69, nas 100 melhores músicas do VH1, da década de 2000.

## Videoclipe
O videoclipe de acompanhamento de "Bring Me to Life", foi dirigido por Philipp Stölzl. Após o sucesso do vídeo, Lee recebeu algumas propostas no cinema. Falando sobre o vídeo, Stölzl disse: "Por um lado, traz a parte mais atraente da música, o refrão, o dueto com os vocais masculino e feminino. Por outro lado, reflete o ['Daredevil'] trilha sonora do filme no qual a música faz parte. Eu não sabia se eu teria que usar um dublê para a maioria dos ângulos, o que teria me restringido muito, mas então descobriu que Amy fez tudo sozinha, pendurada no braço de Paul por horas sem ficar cansada. No final, ela é a que mais fez cenas forte."
O vídeo começa com Amy Lee vestida com uma camisola, com os pés descalços e dormindo em uma cama dentro de um edifício, sonhando que está caindo de um arranha-céu. À medida que o refrão começa, a banda e Paul McCoy estão se apresentando em outra sala quando Lee acorda e abre a janela. Lee sai da janela e sobe no prédio com o vento soprando os cabelos e caminha até chegar na janela da sala onde a banda está tocando. Durante o refrão, McCoy percebe Lee e abre a janela, o que faz com que ela perca o equilíbrio, e ela agarra a borda. Ao longo do refrão e da ponte, McCoy tentou, sem sucesso, resgatar Lee, que cai do prédio. No entanto, ela estava apenas tendo um pesadelo e aparece dormindo em sua cama novamente.
Ann Powers, do Milwaukee Journal Sentinel, escreveu: "Você pode não reconhecer imediatamente o nome de Amy Lee, mas você a reconheceria se ela despencasse do piso superior de um prédio" e: "É assim que alguém viu pela primeira vez a vocalista da banda Evanescence, no vídeo da música "Bring Me to Life": caindo para trás em câmera lenta, seus cabelos se desdobrando como um longo véu preto, enquanto ela se dirigia de pavimento alto para baixo. " De acordo com Joe D'Angelo da MTV News, disse "...Lee se dirige para as bordas de um prédio", no vídeo mostra uma "... heroína afligida e emocionalmente forjada". Corey Moss da MTV, escreveu: "... certamente tão intenso quanto uma super-heroína de filmes, a sequência também dá um visual legal para a letra mais memorável da música, "Salve-me"." Gil Kaufman da MTV escreveu que "... a cantora Amy Lee, sonha que ela tem poderes super especiais, sobe para fora do um edifício, para espiar os seus vizinhos assustadores, então mergulha no abismo" e acrescentou, "... mesmo que seu namorado seja um rapper, ele não pode salvar você de cair de um prédio de 20 andares, até sua morte. E não se pendure nas bordas com um vestido transparente nos dias ventosos". John Hood, do Miami New Times, escreveu que o  "pano de fundo gótico" usado no vídeo "tornaria Tim Burton, verde de inveja". O videoclipe de "Bring Me to Life", foi indicado no MTV Video Music Awards por "Melhor Vídeo de Rock".

## Performance comercial
"Bring Me to Life" atingiu o top 10 de mais de 15 países, e dentro dos 20 maiores de vários outros países, tornando-se o single mais bem sucedido da banda até a data. Foi certificado Platina em 2003 pela venda de mais de um milhão de cópias nos Estados Unidos. Ele entrou na Billboard Alternative Songs e Pop 100 e chegou ao número cinco no Billboard Hot 100. Também atingiu o número quatro na parada de Adult Pop Songs. A música inicialmente atingiu o pico dentro das tabelas de rock cristão, porque suas letras foram interpretadas como um chamado para uma nova vida com Jesus Cristo, por vários ouvintes. "Bring Me to Life" atingiu o número 73, no Billboard Best of the 2000s Rock Songs Chart's, a única música de uma banda liderada por uma mulher a está nessa parada. A música encabeçou as paradas da Austrália, Bélgica, Itália e Reino Unido. Ele alcançou o top 5 da Áustria, Canadá, França, Irlanda, Alemanha, Nova Zelândia, Noruega, Holanda e Suécia. No ARIA Singles Chart, "Bring Me to Life" atingiu o primeiro lugar e ficou por seis semanas.
"Bring Me to Life" traçou no top 20 de todos os outros países do seu lançamento. A música passou quatro semanas no número um no Reino Unido e ajudou Fallen a alcançar o número um na lista de álbuns do Reino Unido. A música também encabeçou o European Hot 100. Em 4 de junho de 2011, a música voltou ao topo do UK Rock Singles Chart, oito anos após a sua liberação, permanecendo no número um por duas semanas, de 11 de junho de 2011 a 25 de junho de 2011. Caiu ao número dois, Permanecendo lá por três semanas, e em 17 de julho de 2011, "Bring Me to Life" voltou ao número um novamente e permaneceu lá por três semanas. A música permaneceu dentro do top 10 em outubro de 2011. A partir de junho de 2013, a música vendeu mais de 615.500 cópias no Reino Unido.

## Performances ao vivo

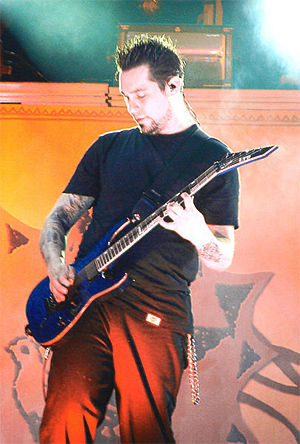
Durante as apresentações ao vivo de "Bring Me to Life", McCoy foi substituído por John LeCompt.

Evanescence tocou "Bring Me to Life" como parte das set-list das turnês Fallen e The Open Door. A banda tocou a música em 13 de agosto de 2003 em Chicago, durante o seu Nintendo Fusion Tour. Durante a apresentação, o ex-guitarrista da banda John LeCompt substituiu McCoy, durante a música. De acordo com Blair R. Fischer: "O guitarrista fez um trabalho adequado imitando McCoy, enquanto ele colocando fogueira". A banda tocou "Bring Me to Life" em Wantagh, Nova York em 23 de julho de 2004. De acordo com Joe D'Angelo da MTV News: "... a enorme popularidade da música foi uma montagem inteligente na set-list, que ajudou a multidão a responder a altura". A música foi tocada em 21 de novembro de 2007, no Teatro WaMu.
Evanescence tocou "Bring Me to Life" no Webster Hall, em Nova York, em setembro de 2003. Durante a apresentação, Lee usava um vestido Alice in Wonderland, coberto de palavras rabiscadas, incluindo as palavras Dirty, Useless, Psycho and Slut. Ela explicou as razões para vestir o vestido. Em sua visita anterior à cidade de Nova York, Lee conheceu um DJ da estação de rádio K-Rock, que fez o que ela chamou de comentários horríveis sobre a foto que ela tirou seu rosto para a capa de Fallen. Ela sentiu-se muito envergonhada por dizer qualquer coisa, então ela decidiu responder através do vestido, o que representava algo inocente que havia sido manchado. A banda interpretou "Bring Me to Life" durante seu show no The Great Saltair, em 25 de outubro de 2006. Lee usava vermelho e preto, com uma saia. Ela foi chamada de ímã da noite, pelo revisor da revista Deseret Larry, D. Curtis. Outras apresentações da música foram em Magna, Utah em outubro de 2006, e no Air Canada Centre, em janeiro de 2007. A banda também tocou a música em um show secreto na cidade de Nova York em 4 de novembro de 2009. Durante seu show no War Memorial Auditorium em Nashville, Tennessee, em 17 de agosto de 2011, O Evanescence tocou "Bring Me to Life" para promover seu terceiro álbum, Evanescence. Eles também tocaram a música durante o festival Rock in Rio, em 2 de outubro de 2011. Ao rever um concerto da banda, Caroline Sullivan escreveu: "Levando os braços lentamente durante Bring Me to the life, só falta uma carruagem".

## Impacto cultural
Evanescence foi divulgado em lojas cristãs até que a banda deixou claro que eles não queriam ser considerados parte do gênero de rock cristão, como os artistas criados pela Wind-up Records. Em abril de 2003, o presidente da Wind-up Records, Alan Meltzer, escreveu aos canais de rádio e varejos cristãos para explicar isso, apesar do "... apoio espiritual que despertou interesse e entusiasmo na comunidade religiosa cristã", Evanescence é "... Uma banda secular e, como tal, vê sua música como entretenimento". Portanto, ele escreveu, Wind-Up" ... percebe-se notavelmente que eles não pertencem mais aos mercados de músicas cristãs". Quase imediatamente, muitas estações de rádio cristãos removeram "Bring Me to Life", de suas listas de reprodução. Terry Hemmings, CEO da distribuidora de música cristã, Provident, expressou o perplexo no rosto da banda, dizendo: "Eles entenderam claramente que o álbum seria vendido nesses (canais de música cristã)". Em 2006, Amy Lee disse à Billboard, que Ela sempre se opôs a Evanescence sendo identificado como uma banda cristã.

## Faixas
| CD single internacional (7 de abril de 2003) |                                   |                    |         |  |
| N.º                                          | Título                            | Compositor(es)     | Duração |  |
| 1.                                           | "Bring Me to Life"                | Lee, Moody, Hodges | 3:56    |  |
| 2.                                           | "Bring Me to Life" (versão remix) |                    | 3:59    |  |
| Duração total:                               | Duração total:                    | Duração total:     | 7:55    |  |

| CD Maxi internacional (14 de abril de 2003) |                                         |                    |         |  |
| N.º                                         | Título                                  | Compositor(es)     | Duração |  |
| 1.                                          | "Bring Me to Life"                      | Lee, Moody, Hodges | 3:56    |  |
| 2.                                          | "Bring Me to Life" (versão remix)       |                    | 3:59    |  |
| 3.                                          | "Farther Away"                          | Lee, Moody, Hodges | 3:58    |  |
| 4.                                          | "Bring Me to Life" (videoclipe oficial) |                    | 4:14    |  |

| CD single australiano |                                   |                    |         |  |
| N.º                   | Título                            | Compositor(es)     | Duração |  |
| 1.                    | "Bring Me to Life"                | Lee, Moody, Hodges | 3:56    |  |
| 2.                    | "Bring Me to Life" (versão remix) |                    | 3:59    |  |
| 3.                    | "Farther Away"                    | Lee, Moody, Hodges | 3:58    |  |
| 4.                    | "Missing"                         | Lee, Moody, Hodges | 4:15    |  |

| DVD internacional (2 de junho de 2003) | |                    |         |  |
| N.º                                    | Título | Compositor(es)     | Duração |  |
| 1.                                     | "Bring Me to Life" (videoclipe oficial) |                    | 4:14    |  |
| 2.                                     | "Bring Me to Life" | Lee, Moody, Hodges | 3:56    |  |
| 3.                                     | "Bring Me to Life" (versão acústica) |                    |         |  |
| 4.                                     | "My Immortal" (versão acústica) | Moody, Lee         |         |  |
| 5.                                     | "Interview Footage" (entrevista extra com Amy Lee e Ben Moody sobre a formação da banda, galeria de fotos, letras e um concurso para ganhar uma guitarra autografada e outros materiais que terminaria em 31 de julho de 2003) |                    |         |  |

| Singles subsequentes individuais (24 de junho de 2003) |                                         |                    |         |  |
| N.º                                                    | Título                                  | Compositor(es)     | Duração |  |
| 1.                                                     | "Bring Me to Life"                      | Lee, Moody, Hodges | 3:56    |  |
| 2.                                                     | "Bring Me to Life" (versão remix)       |                    | 3:59    |  |
| 3.                                                     | "Farther Away"                          | Lee, Moody, Hodges | 3:58    |  |
| 4.                                                     | "Bring Me to Life" (videoclipe oficial) |                    | 4:14    |  |

## Bring Me to Life (Synthesis)
Em 2017, uma versão rearranjada da canção, foi gravada para o quarto álbum de estúdio da banda, intitulado Synthesis. A nova versão foi disponibilizada para download digital em 18 de agosto de 2017.
Também foi disponibilizado para download instantâneo para as pessoas que compraram ingressos para a Synthesis Tour, para promover o álbum. A canção "Bring Me to Life (Synthesis)" é uma descamada, pois substitui a bateria e as guitarras da versão original por um arranjo de cordas acompanhado por pratos, bateria de timpani de "tensão-construção" e vários elementos eletrônicos em toda parte.
Vários críticos têm descrito a nova gravação como "dramática", com a revista Billboard chamando-o de "tão rico quanto a original" e Brittany s Spanos da Rolling Stone chamando-a de "take cinematográfica". Lee descreveu a canção como "nova" para ela novamente, devido ao fato de ela incorporar elementos musicais e vocais que ela "ouviu na [sua] cabeça" desde a sua liberação.

### Faixas
| Download digital - Single |                                |         |  |
| N.º                       | Título                         | Duração |  |
| 1.                        | "Bring Me to Life (Synthesis)" | 4:18    |  |

## Créditos
Os créditos foram adaptados do encarte do álbum Fallen.
| - Ben Moody – compositor, guitarras, percussão, produção - Amy Lee – compositora, piano, teclados, vocais - Francesco DiCosmo – baixo - David Hodges – piano, teclado, arranjos de cordas | - Josh Freese – bateria - Dave Fortman – produção - David Campbell – arranjos de cordas adicionais - Graeme Revell – arranjos de cordas, condução da orquestra |

## Desempenho nas tabelas musicais
| Tabelas (2003)                                 | Maior posição |
| ---------------------------------------------- | ------------- |
| Alemanha (Official German Charts)              | 2             |
| Austrália (ARIA)                               | 1             |
| Áustria (Ö3 Austria Top 75)                    | 3             |
| Bélgica (Ultratop 50 de Flandres)              | 7             |
| Bélgica (Ultratop 50 da Valônia)               | 2             |
| Brasil (ABPD)                                  | 2             |
| Dinamarca (Hitlisten)                          | 2             |
| Espanha (PROMUSICAE)                           | 11            |
| Estados Unidos (Billboard Adult Top 40)        | 4             |
| Estados Unidos (Billboard Alternative Airplay) | 1             |
| Estados Unidos (Billboard Hot 100)             | 5             |
| Estados Unidos (Billboard Mainstream Rock)     | 11            |
| Estados Unidos (Billboard Mainstream Top 40)   | 1             |
| Europa (European Hot 100 Singles)              | 1             |
| Finlândia (Suomen virallinen lista)            | 11            |
| França (SNEP)                                  | 5             |
| Grécia (IFPI Greece)                           | 3             |
| Irlanda (IRMA)                                 | 2             |
| Itália (FIMI)                                  | 1             |
| Noruega (VG-lista)                             | 2             |
| Nova Zelândia (Recorded Music NZ)              | 3             |
| Países Baixos (Dutch Top 40)                   | 6             |
| Polônia (Polish Airplay Charts)                | 4             |
| Russia (Official Charts Company)               | 1             |
| Reino Unido (UK Singles Chart)                 | 1             |
| Romênia (Romanian Top 100)                     | 11            |
| Suécia (Sverigetopplistan)                     | 2             |
| Suíça (Schweizer Hitparade)                    | 6             |
| Tabelas musicais (2004–06)                     | Posição       |
| Canadá (Canadian Singles Chart)                | 3             |
| Estados Unidos (Billboard Digital Song Sales)  | 35            |

| Tabelas (2003)                             | Posição |
| ------------------------------------------ | ------- |
| Austrália (Australian Singles Chart)       | 6       |
| Austrália (Australian Rock Singles Chart)  | 1       |
| Áustria (Austrian Singles Chart)           | 22      |
| Bélgica (Belgian Singles Chart (Flanders)) | 30      |
| Bélgica (Belgian Singles Chart (Wallonia)) | 11      |
| Estados Unidos (Alternative Songs)         | 8       |
| Estados Unidos (Billboard Hot 100)         | 10      |
| Estados Unidos (Mainstream Rock Tracks)    | 39      |
| Estados Unidos (Mainstream Top 40)         | 5       |
| Irlanda (Irish Singles Chart)              | 20      |
| Nova Zelândia (New Zealand Singles Chart)  | 22      |
| Países Baixos (Dutch Top 40)               | 52      |
| Reino Unido (UK Singles Chart)             | 11      |
| Suécia (Swedish Singles Chart)             | 5       |
| Suíça (Swiss Singles Chart)                | 13      |

| Tabelas (2000–09)                    | Posição |
| ------------------------------------ | ------- |
| Austrália (Australian Singles Chart) | 59      |
| Estados Unidos (Alternative Songs)   | 26      |
| Estados Unidos (Rock Songs)          | 73      |